# 兵科
兵科（へいか）とは、狭義には軍隊において軍人に割り当てられた職務区分のうち、主に直接的な戦闘を担当する区分のこと。広義には、戦闘職務以外の後方職務を含む区分全体のこと。さらに狭義の兵科においてより細分化された特技職区分（兵種と称す）を指すこともある。そのため、単に「兵科」といっても多様な用いられ方をする。
例として、大日本帝国陸軍では主に戦闘を担当する区分を「兵科」、後方職務を「各部」と区分し、さらに兵科の一部には細分化された「兵種」を内部に置いていた。しかし1940年9月の改正により、歩兵科といった兵科の区分（「兵科区分」）を憲兵を除いて廃止し、単一の「兵科」としている（「各部」および「兵種」は存続）。陸上自衛隊では戦闘を担当する職務以外を含めて、「職種」という。

## 概説
騎士時代には乗馬本分者とそうでない者などの区別はあったが、近代的軍隊創設のころから部隊や軍人の合理的管理のため兵科制度（この章では概念上の兵科をいう）が創設されるようになった。伝統的には、歩兵・騎兵・砲兵・工兵が戦闘兵科の中心である。
しかしながら、新兵器の開発により特定の兵器を専門に扱う兵科が新設されたり（古くは砲兵、新しくは航空兵科や機甲兵科など）、外征型の大規模な陸軍の創設により兵站を担当する兵科（輜重兵科など）が新設されたり、組織の肥大化と行政的管理の必要性から行政管理的兵科（古くは憲兵、新しくは会計科など）が新設されたり、技術の進展に伴い先端技術を必要とする兵科（通信兵科や化学科など）が新設される傾向がある。
また、兵科制度は、個々の軍隊の、その時代、状況に適応するように設計されるため、特に後方支援担当の兵科においては制度設計が様々であり、対応関係を論ずるのは困難である。
兵科の細分化は兵科同士の縄張り争いを生み出した。日本陸軍では砲兵科（砲兵）では迫撃砲と称す分類の火砲を、歩兵砲として歩兵科（歩兵）が導入した際には曲射歩兵砲と称されるといった名称の置き換えが発生していた。とくに細分化が酷かったのはドイツ軍で、第一次世界大戦では擲弾は歩兵科、砲弾は砲兵科、爆薬は工兵科という細分化がなされていたことにより、迫撃砲に準じた兵器に対して、歩兵科ではグラナーテンヴェルファー（擲弾投射器）、砲兵科ではメーザー（臼砲）、工兵科ではミーネンヴェルファー（爆薬投射器）という呼称が使用され、開発から生産まで全て別個に行われていた。第二次世界大戦でも砲兵科の突撃砲と、機甲兵科の駆逐戦車のように、類似した兵器が兵科ごとに設計から生産まで別々に行われる事態を招いている。このような事態は非効率的であるが、このような問題に関してはどこの国のどの時代にも程度の違いこそあれ、存在しており、現代でも根本的には解消していない。

## 兵科部 (大日本帝国陸軍)

### 兵科区分
大日本帝国陸軍では、当初は様々な兵科区分が置かれる。明治7年11月8日に改定された陸軍武官表 の時点では、兵科区分として次のものが置かれていた。
1. 参謀科
2. 要塞参謀科
3. 憲兵科
4. 歩兵科
5. 騎兵科
6. 砲兵科
7. 工兵科
8. 輜重兵科

1925年（大正14年）には、航空技術の進展に伴い航空兵科が新設されている。
もっとも、固定的な兵科区分は時代の趨勢に適合しないという判断から、1940年（昭和15年）9月15日に「兵科区分」（歩兵・騎兵・砲兵・工兵・輜重兵・航空兵）を廃止した。但し、憲兵科のみは存続する。これによって「兵科区分」は原則として廃止されたが、各部に対応する戦闘兵科の総称としての「兵科」の概念と、後述の「兵種」は存続している。

#### 参謀科・要塞参謀科
当初は参謀科・要塞参謀科を置いていた日本陸軍であるが、明治12年10月10日の時点では、要塞参謀科はなくなっている。また、明治19年3月9日の時点では、参謀科はなくなっている。なお、参謀が独立した兵科区分（参謀科）に属する軍制はプロシア軍などに見られる。

#### 屯田兵科
屯田兵について、明治12年10月10日の時点では、屯田兵科が設けられている。さらに、明治24年3月30日に、単なる「屯田兵科」を廃止してこれを細分化し、新たに「屯田歩兵科」、「屯田騎兵科」、「屯田砲兵科」、「屯田工兵科」を置いた。もっとも、明治29年5月8日勅令第190号では「現ニ屯田各兵科ニアル将校並ニ准士官ハ辞令ヲ用ヰス当該兵科ノ将校並ニ准士官トス」として、屯田各兵科（屯田歩兵科、屯田騎兵科、屯田砲兵科、及び屯田工兵科）は廃止された。

### 兵種
兵種（へいしゅ）とは、兵がその特技によって分類された区分である。「陸軍兵ノ兵科部、兵種及等級表ニ関スル件」（昭和6年11月勅令第271号）などに規定がある。（但し、本勅令は制定当初「陸軍兵等級表ニ関スル件」という名称であり、兵種の規定は昭和11年8月1日の改正から）兵科部の下に兵種が分類され、兵種毎に対応した階級呼称は廃止された。
昭和に入り、戦車部隊の増加に対応して、歩兵から戦車兵を独立した兵種とさせた。1943年（昭和18年）には、陸軍独自に船舶兵器を運用し揚陸作戦に資するため、工兵（兵種）の一部であった船舶工兵・上陸工兵を船舶兵として独立させた。

### 各部
1937年（昭和12年）2月12日に「明治三十五年勅令第十一号 陸軍武官官等表」が改正され、各部の階級制度が大幅に改訂された。従来は「陸軍一等主計正」など兵科と全く異なった階級名が用いられていたが、この改正により「陸軍主計大佐（従来呼称は陸軍一等主計正）」など、兵科の階級名に準じた階級名となった。また、同じく昭和12年2月12日付で、軍令 「朕陸軍武官の官等、陸軍兵の等級等に関する件を制定し之が施行を命ず」により、「将校相当官（将官相当官・佐官相当官・尉官相当官）」が「各部将校（各部将官・各部佐官・各部尉官）」に改められた。

#### 明治7年当時
明治7年11月8日に改定された陸軍武官表 の時点では、次の各部が置かれていた。
- 監督部（監督課・司契課・糧食課・被服課・病院課・裁判所囚獄課）
- 軍医部
- 馬医部

#### 経理部
陸軍で経理を扱う部門は、名称の変遷が激しいところである。
1. 監督部（明治7年か）
2. 会計部 （明治12年か）
3. 監督部・軍吏部（明治19年か）
4. 監督部
5. 経理部（明治35年か）

明治7年当時の監督部は、監督課・司契課・糧食課・被服課・病院課・裁判所囚獄課からなっていたが、明治12年10月10日頃には、監督部内を課に分けることが廃止され、「司契」などの特別な官名も廃止された。また、病院課に置かれていた会計部下士たる「看病人」は軍医部下士に移った。また、明治19年3月9日の時点では、監督部から軍吏部が分離している。明治36年12月1日 に監督系と軍吏系とに分かれていたものが統一され、官名に「主計」を用いるようになった。この際の改正では、次のように官名が変更された。
1. 陸軍監督総監→陸軍主計総監
2. 陸軍監督監→陸軍主計監
3. 陸軍一等監督→陸軍一等主計正
4. 陸軍二等監督→陸軍二等主計正
5. 陸軍三等監督→陸軍三等主計正
6. 陸軍一等副監督・陸軍一等軍吏→陸軍一等主計
7. 陸軍二等副監督・陸軍二等軍吏→陸軍二等主計
8. 陸軍三等副監督・陸軍三等軍吏→陸軍三等主計

後に主計総監は「陸軍主計中将」と改称された。

#### 衛生部
明治21年6月26日に、軍医部が衛生部と改称された。

#### 獣医部
明治19年3月9日の時点では、馬医部が獣医部に改称されている。明治21年6月26日に、獣医部の下士を廃止した。

#### 軍楽部
明治12年10月10日の時点では、軍楽部が設けられている。

#### 技術部
1919年（大正8年）8月6日、陸軍技術将校令（大正8年8月6日勅令第368号）が制定施行され、陸軍将校（歩兵・騎兵・砲兵・工兵・輜重兵・航空兵科に属している兵科将校）のなかで、技術を掌る部門にある者を「技術将校」という分類とした。技術将校は主に一般大学の工学部又は理学部出身の学士から補充することが予定された（当時の陸軍補充令）。1940年9月15日には、これらは独立した各部の一つとして「技術部」となった。
創設当時の技術部は、兵技と航技（航空技術）とに分かれていて、将校・下士官の官名も「陸軍○○中将」ないし「陸軍○○伍長」（○○には兵技又は航技が入る）とされた（昭和15年9月13日勅令第580号）。また、兵については、従来の「工機兵」が「技術部兵」と改称され、「工機兵たる歩兵」は「技術部兵」に転じることとなった。技術部兵も将校・下士官同様に「陸軍○○兵長」から「陸軍○○二等兵」（○○には兵技又は航技が入る）という名称となった（昭和15年9月13日勅令第581号）。
航技将兵は黄色の定色の山型胸章に加え、襟部に航技を示す鳥の翼を象った航技特別章を着用してこれを区別し（昭和15年制式。後述の昭和19年の兵技との一本化に於いて廃止）、昭和18年制式期は航空胸章を着用した。
昭和19年8月10日に、階級名上の兵技・航技の分類を改め単に「陸軍技術中将」から「陸軍技術二等兵」とした（昭和19年7月10日勅令第448号）。

#### 法務部
昭和17年4月1日、従来は文官であった法務官の武官化により法務部が新設された（昭和17年3月30日勅令第297号）。

#### 廃止時に存在していた各部
陸軍廃止時に存在していた各部とその階級は次の通りである。少尉以上の官階しか存在していない衛生部（軍医）、衛生部（薬剤）、衛生部（歯科医）、獣医部（獣医）及び法務部（法務）は、それぞれ医師、薬剤師、歯科医師、獣医師、高等文官試験合格者などの有資格者を以て充てることが予定されているものであった。また、最上位の官階が少佐である衛生部（衛生）、獣医部（獣医務）及び法務部（法事務）は、下士官兵から順次昇進してきたいわゆるたたき上げの者が予定されていた。
| 階級   | 各部           | 各部         | 各部         | 各部         | 各部         | 各部           | 各部           | 各部         | 各部           | 各部           | 各部         | 各部             |
| 階級   | 技術部         | 経理部       | 経理部       | 衛生部       | 衛生部       | 衛生部         | 衛生部         | 獣医部       | 獣医部         | 軍楽部         | 法務部       | 法務部           |
| 階級   | 技術部         | 主計         | 建技         | 軍医         | 薬剤         | 歯科医         | 衛生           | 獣医         | 獣医務         | 軍楽部         | 法務         | 法事務           |
| ------ | -------------- | ------------ | ------------ | ------------ | ------------ | -------------- | -------------- | ------------ | -------------- | -------------- | ------------ | ---------------- |
| 中将   | 陸軍技術中将   | 陸軍主計中将 | 陸軍建技中将 | 陸軍軍医中将 | 陸軍薬剤中将 |                |                | 陸軍獣医中将 |                |                | 陸軍法務中将 |                  |
| 少将   | 陸軍技術少将   | 陸軍主計少将 | 陸軍建技少将 | 陸軍軍医少将 | 陸軍薬剤少将 | 陸軍歯科医少将 |                | 陸軍獣医少将 |                |                | 陸軍法務少将 |                  |
| 大佐   | 陸軍技術大佐   | 陸軍主計大佐 | 陸軍建技大佐 | 陸軍軍医大佐 | 陸軍薬剤大佐 | 陸軍歯科医大佐 |                | 陸軍獣医大佐 |                |                | 陸軍法務大佐 |                  |
| 中佐   | 陸軍技術中佐   | 陸軍主計中佐 | 陸軍建技中佐 | 陸軍軍医中佐 | 陸軍薬剤中佐 | 陸軍歯科医中佐 |                | 陸軍獣医中佐 |                |                | 陸軍法務中佐 |                  |
| 少佐   | 陸軍技術少佐   | 陸軍主計少佐 | 陸軍建技少佐 | 陸軍軍医少佐 | 陸軍薬剤少佐 | 陸軍歯科医少佐 | 陸軍衛生少佐   | 陸軍獣医少佐 | 陸軍獣医務少佐 | 陸軍軍楽少佐   | 陸軍法務少佐 | 陸軍法事務少佐   |
| 大尉   | 陸軍技術大尉   | 陸軍主計大尉 | 陸軍建技大尉 | 陸軍軍医大尉 | 陸軍薬剤大尉 | 陸軍歯科医大尉 | 陸軍衛生大尉   | 陸軍獣医大尉 | 陸軍獣医務大尉 | 陸軍軍楽大尉   | 陸軍法務大尉 | 陸軍法事務大尉   |
| 中尉   | 陸軍技術中尉   | 陸軍主計中尉 | 陸軍建技中尉 | 陸軍軍医中尉 | 陸軍薬剤中尉 | 陸軍歯科医中尉 | 陸軍衛生中尉   | 陸軍獣医中尉 | 陸軍獣医務中尉 | 陸軍軍楽中尉   | 陸軍法務中尉 | 陸軍法事務中尉   |
| 少尉   | 陸軍技術少尉   | 陸軍主計少尉 | 陸軍建技少尉 | 陸軍軍医少尉 | 陸軍薬剤少尉 | 陸軍歯科医少尉 | 陸軍衛生少尉   | 陸軍獣医少尉 | 陸軍獣医務少尉 | 陸軍軍楽少尉   | 陸軍法務少尉 | 陸軍法事務少尉   |
| 准尉   | 陸軍技術准尉   | 陸軍主計准尉 | 陸軍建技准尉 |              |              |                | 陸軍衛生准尉   |              | 陸軍獣医務准尉 | 陸軍軍楽准尉   |              | 陸軍法事務准尉   |
| 曹長   | 陸軍技術曹長   | 陸軍主計曹長 | 陸軍建技曹長 |              |              |                | 陸軍衛生曹長   |              | 陸軍獣医務曹長 | 陸軍軍楽曹長   |              | 陸軍法事務曹長   |
| 軍曹   | 陸軍技術軍曹   | 陸軍主計軍曹 | 陸軍建技軍曹 |              |              |                | 陸軍衛生軍曹   |              | 陸軍獣医務軍曹 | 陸軍軍楽軍曹   |              | 陸軍法事務軍曹   |
| 伍長   | 陸軍技術伍長   | 陸軍主計伍長 | 陸軍建技伍長 |              |              |                | 陸軍衛生伍長   |              | 陸軍獣医務伍長 | 陸軍軍楽伍長   |              | 陸軍法事務伍長   |
| 兵長   | 陸軍技術兵長   |              |              |              |              |                | 陸軍衛生兵長   |              |                | 陸軍軍楽兵長   |              | 陸軍法事務兵長   |
| 上等兵 | 陸軍技術上等兵 |              |              |              |              |                | 陸軍衛生上等兵 |              |                | 陸軍軍楽上等兵 |              | 陸軍法事務上等兵 |
| 一等兵 | 陸軍技術一等兵 |              |              |              |              |                | 陸軍衛生一等兵 |              |                |                |              |                  |
| 二等兵 | 陸軍技術二等兵 |              |              |              |              |                | 陸軍衛生二等兵 |              |                |                |              |                  |

### 定色
日本陸軍では、兵科部毎に定められたいわゆる兵科色を「定色」と称す（兵科色呼称も使用されていた）。

#### 兵科
- 歩兵 - 兵科色は血を表す緋色。
- 騎兵 - 兵科色は大地の植物を表す萌黄色。
- 砲兵 - 兵科色は火薬の煙を表す山吹色。
- 工兵 - 兵科色は土を表す鳶色。
- 輜重兵 - 兵科色は藍色。
- 憲兵 - 兵科色は何ものにも染まらない黒色。
- 航空兵 - 兵科色は大空を表す淡紺青色。

上述の兵科の定色は昭和15年の兵科廃止直前の時のもの。

#### 各部
- 技術部 - 定色は山吹色（昭和15年に改正廃止された旧砲兵科の定色と同じ）。
- 法務部 - 定色は白色。
- 経理部 - 定色は銀茶色（薄紫色）。
- 軍楽部 - 定色は紺青色。
- 衛生部 - 定色は深緑色。
- 獣医部 - 定色は紫色。

上述の各部の定色は昭和15年以降終戦にかけてのもの。

### 皇族・王公族
陸軍軍人となった皇族・王公族に指定された兵科は次の通りである。歩兵・騎兵・砲兵に集中しているのが特徴である。竹田宮家からは騎兵が、北白川宮家からは砲兵が多い。李王家からは歩・騎・砲兵が万遍なく出ている。
| 嘉仁親王         | 歩兵     | 1895年（明治28年）に陸軍歩兵大尉に任ぜられる。  |
| 裕仁親王         | 歩兵     | 大正元年9月に陸軍歩兵少尉・海軍少尉に任ぜられる |
| 有栖川宮熾仁親王 |          |                                                 |
| 小松宮彰仁親王   |          |                                                 |
| 北白川宮能久親王 |          |                                                 |
| 伏見宮貞愛親王   | 歩兵     |                                                 |
| 閑院宮載仁親王   | 騎兵     |                                                 |
| 久邇宮邦彦王     | 歩兵     | 陸士7期、陸大16期                               |
| 梨本宮守正王     | 歩兵     | 陸士7期                                         |
| 竹田宮恒久王     | 騎兵     | 陸士15期、陸大22期                              |
| 朝香宮鳩彦王     | 歩兵     | 陸士20期、陸大26期                              |
| 東久邇宮稔彦王   | 歩兵     | 陸士20期、陸大26期                              |
| 北白川宮成久王   | 砲兵     | 陸士20期、陸大27期                              |
| 李王垠           | 歩兵     | 陸士29期、陸大35期                              |
| 賀陽宮恒憲王     | 騎兵     | 陸士32期、陸大38期                              |
| 芳麿王           | 砲兵     | 陸士33期                                        |
| 秩父宮雍仁親王   | 歩兵     | 陸士34期、陸大43期                              |
| 邦久王           | 歩兵     | 陸士35期                                        |
| 閑院宮春仁王     | 騎兵     | 陸士36期、陸大44期                              |
| 茂麿王           | 歩兵     | 陸士41期                                        |
| 竹田宮恒徳王     | 騎兵     | 陸士42期、陸大50期                              |
| 李鍵公           | 騎兵     | 陸士42期、陸大51期                              |
| 北白川宮永久王   | 砲兵     | 陸士43期、陸大52期                              |
| 孚彦王           | 歩兵     | 陸士45期、陸大53期                              |
| 李鍝公           | 野重砲兵 | 陸士45期、陸大54期                              |
| 三笠宮崇仁親王   | 騎兵     | 陸士48期、陸大55期                              |
| 盛厚王           | 野重砲兵 | 陸士49期                                        |
| 彰常王侯爵       |          | 陸士54期                                        |
| 邦寿王           |          | 陸士55期                                        |

## 科 (大日本帝国海軍)
他方、海軍でも、戦闘を担当する部門と他の部門との分類を含めて、軍人を固有の「科」で分類しており、それが個々の軍艦内の編成としての「科」に対応していた。第二次世界大戦後の海上自衛隊では、各隊員は自衛艦内で「科」に属するものの、それは各隊員に固定的なものではなく、より緩やかで重複して取得しうる職域特技によって分類されている。
兵科、兵種という用語は、日本海軍でも用いられていた。日本海軍における「兵科」とは、種々に分類されている「科」の一つであって、主に戦闘を担当する科の名称であった（砲術・水雷・通信など）。
海軍軍人となった皇族では、海軍兵学校ではなく、京都帝国大学を卒業した宇治家彦伯爵（昭和17年10月5日の臣籍降下前は久邇宮家の家彦王） のみ技術科に属したが、そのほかの皇族は全員兵科に属していた。

## 各国軍隊の兵科区分
- ウクライナ陸軍#兵科
- 陸上自衛隊の職種
- 海上自衛隊の職種
- ロシア連邦軍#三軍・三兵科
- ロシア航空宇宙軍#兵科